# 小行星7940
小行星7940（7940 Erichmeyer）是一颗绕太阳运转的小行星，为主小行星带小行星。该小行星于1991年3月13日发现，以奧地利業餘天文學家埃里希·邁耶來命名。

## 轨道参数
小行星7940的轨道半长轴为2.6368707 UA，离心率为0.088。